# 東京・柳島自転車商一家殺人事件
東京・柳島自転車商一家殺人事件（とうきょう・やなぎしまじてんしゃしょういっかさつじんじけん）は、1915年（大正4年）3月30日に発生した強盗殺人事件。犯人は15歳の少年だったが、警察は事件とは無関係な人物を取調べたことで冤罪事件を生じさせ、少年を検挙できなかったために更なる犠牲者を出すに至った。

## 事件の概要
東京市本所区（現東京都墨田区）柳島元町の自転車商Y（当時34歳）と妻M（同28歳）、長女（同4歳）、次女（同2歳）の一家4名が惨殺され、金品が奪われた。被害者らは玄能のようなものでめった打ちにされ、現場は血の海になっていた。同家には家族の他に住み込みの従業員が2名いたが、被害には遭わず、また熟睡していたため事件には気付かなかった。

## 冤罪
警察は当初雇い人に嫌疑をかけたが無関係とわかり、次いでYの元妾が拘束されたがそちらもアリバイがあり釈放された。その後、警察はYと取引のあった行商の男性H（当時26歳）が犯行を自白したとして起訴し、1915年10月15日に東京地裁はHに死刑を言い渡した。
ところが、控訴審の東京控訴院（現在の東京高裁）において、驚くべき真実が判明した。Hは事件とは全く無関係であり、自供したのは、留置場で同房のものから、「警察が言うとおり自供すれば痛い目に遭わなくてすむ、真実は裁判で言えばいいのだ」とそそのかされたからだという。そして、ニセの自供をそそのかしたのは警察から送り込まれた密偵YTであった。これを知った東京弁護士会の有志は、YTを証人として召喚し、YTは事実を認めた。こうして警察の悪事は露呈し、新聞は警察を激しく糾弾することとなった。翌年6月14日、東京控訴院はHに無罪を言い渡した。こうして捜査は振り出しに戻った。

## 真犯人
事件から5年後の1920年7月24日に、畑から窃盗した梨を売っていた男・南館正夫（逮捕時20歳）を板橋署が逮捕した。その後、南館は毎夜うなされるため余罪を追及すると自転車商一家殺害を自白した。南館は犯行当時15歳の少年であり、またHの例もあるので、警察は慎重に捜査したが、南館の自供通り、被害者Mの指輪をAの母親が所持していたことがわかり、南館正夫が真犯人と判明した。その後、事件の翌月の1915年4月に栃木県で15歳くらいの少女を強姦して刺殺し、1916年7月に東京で同じく15歳くらいの少女を強姦して絞殺していたことも自供した。Aはその後、死刑判決を受け、執行された。

## 動機
南館は犯行当時、自転車商そばの汁粉屋に勤めていたが、自転車商は出前のツケをためては支払済みだといって払うことをしなかったため、南館はいつも汁粉屋の主人から金をくすねていると疑われた。そのため自転車商を恨んで一家を薪割りで殺害したうえで金品を奪ったのであった。